# Ahmadu Bello University

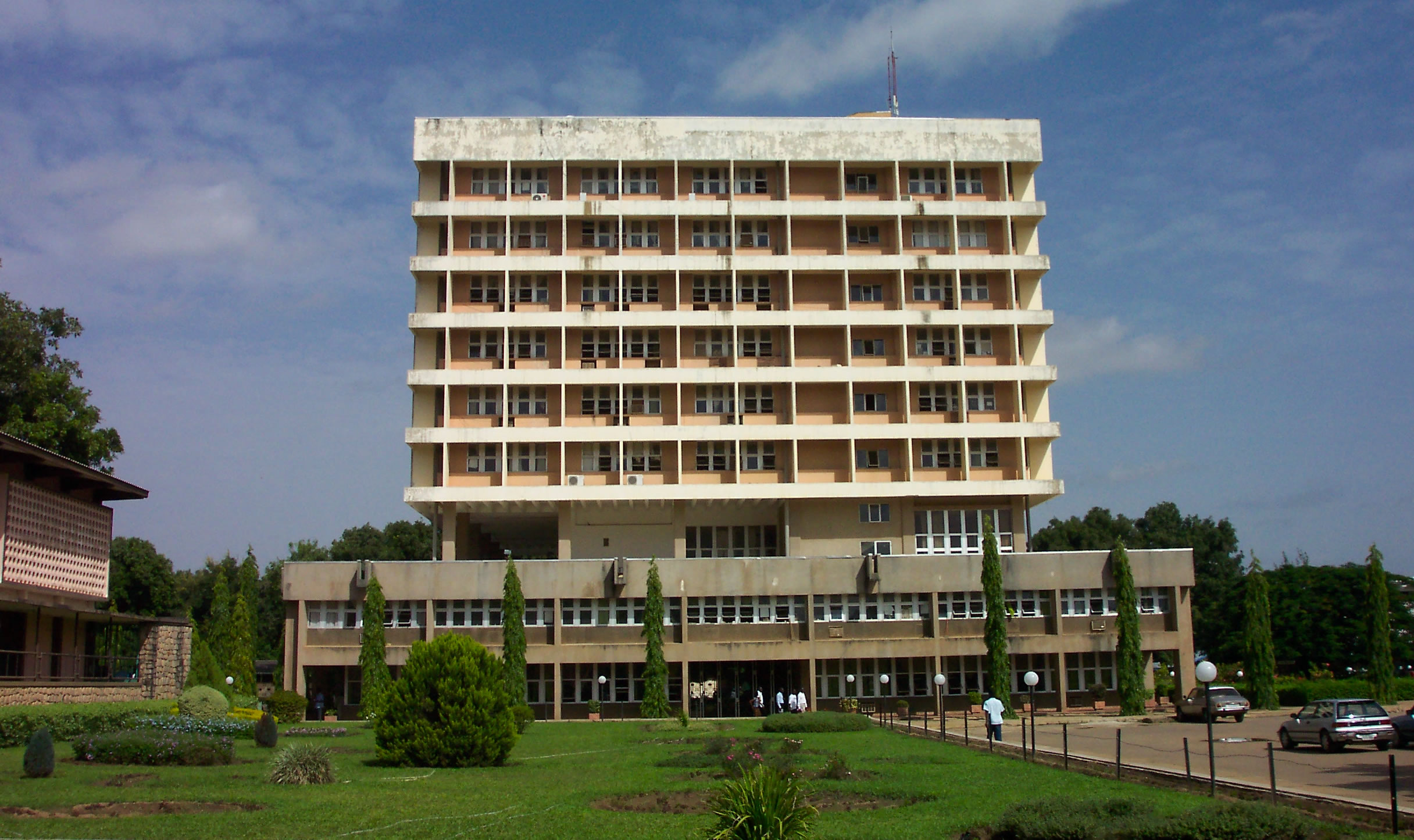
Verwaltungsgebäude der Ahmadu Bello University

Die Ahmadu Bello University (ABU) ist die zweitgrößte Universität in Nigeria.
Sie liegt in Zaria und wurde 1962 als University of Northern Nigeria gegründet.
Benannt wurde die Universität nach dem Kalif von Sokoto, Sardauna Ahmadu Bello, dem ersten Premierminister Nordnigerias.
Im Jahr 2012 wurden etwa 49.436 eingeschriebene Studenten angegeben sowie 736 Lehrkräfte, davon 236 Professoren.
Obwohl ABU in den Jahren 2010/2011 eine Aufnahmequote für 6080 Studenten hatte, wurden nur 3612 Studenten aufgenommen, von 89.760 Studienplatzbewerbern.
Die ABU unterhält eine Universitätsklinik, die gleichzeitig eine der größten Kliniken Nigerias ist. Sie wurde vornehmlich für sozial Unterprivilegierte eingerichtet, welche die verhältnismäßig hohen Gesundheitskosten nicht bezahlen können.
Auf dem Gelände der ABU befindet sich der Kernforschungsreaktor NIRR-1 (Nigeria Research Reactor 1). Der 31-kW-Leichtwasserreaktor wurde im Februar 2004 mithilfe des „China Institute of Atomic Energy“ in Betrieb genommen.
Der frühere Untergeneralsekretär der Vereinten Nationen für politische Angelegenheiten, Ibrahim Gambari, war früher Vorsitzender des Fachbereichs Politische Wissenschaften an der Ahmadu Bello University.

## Organisation
Fakultäten
- Agrarwissenschaften
- Künste
- Erziehung
- Ingenieurwissenschaften
- Umweltdesign
- Rechtswissenschaften
- Humanmedizin
- Pharmazie
- Naturwissenschaften
- Sozialwissenschaften
- Veterinärmedizin

Institute
- Landwirtschaftsstudien
- Entwicklungsstudien
- Bildung
- NAPRI
- Bildung und Information
- NAERLS

## Berühmte Absolventen
- Yonov Frederick Agah, nigerianischer Diplomat und stellvertretender Generaldirektor der Welthandelsorganisation